# Iurie Sadovnic
Iurie Sadovnic (n. 14 decembrie  1951, Jura, raionul Rîbnița, RSSM – d. 7 iunie 2021, Chișinău, Republica Moldova) a fost un muzician și cântăreț de muzică ușoară și folk din Republica Moldova, fost membru PCUS. A fost bine-cunoscut pentru stilul său de interpretare în care pune accentul pe chitară.
A fost distins cu titlul de Artist emerit al RSSM (1984), medalia „Meritul Civic” (1993), medalia „Mihai Eminescu” (2000), titlul de Artist al Poporului al Republicii Moldova (2011) și Ordinul Republicii (2015).

## Alte informații
In anul 1985, fiind deja membru PCUS a semnat pe paginile revistei Moldova un interviu,in care pleda pentru interzicerea muzicii rock, și interzicerea unor formații, precum "Kruiz", "Mașina Vremeni" și altor.
Totuși, după interzicerea partidului comunist, in anii 90, a semnat un album LP, intitulat "Legenda", care a fost sponsorizat de Asociația de producție "Alfa" din Chișinău, in care a preluat piese din repertoriul formației dizidente românești "Phoenix"

## Biografie
S-a născut în satul Jura din Transnistria. Unchiul său era celebrul lăutar Gheorghe Murgu. A activat ca solist al formațiilor vocal-instrumentale „Haiducii din Susleni”, formația „Haiducii” a Institutului de Arte (1968–1973), formația „Sonor” (1973–1976), formația de jazz din Nikolaev (în perioada serviciului militar, 1970–1972), „Contemporanul” (1977–1978) și „Bucuria” (1979–1982) ale Filarmonicii din Chișinău. A apărut la radio în calitate de cantoautor în 1978. În 1983 a fondat formația „Legenda”, care a activat până în 1993. 
Prima publicație a cântecelor sale a avut loc în 1982. 
În 1999 a lansat volumul de poezie „Am să plec în Codru verde”.
Muzicianul s-a sinucis din propria armă în apartamentul său din sectorul Botanica (Chișinău) în după amiaza zilei de 7 iunie 2021.

## Șlagăre
- Dragă Otee
- Am să plec în codrul verde
- Căprioara
- Mândro, cui mă lași pe mine
- Fața pâinii
- Noi pace vrem
- Măicuța
- Andrii Popa
- Demnitate
- În limba Ta

## Albume
- Legenda
- Enigmatică femeie
- Masa de piatră
- În limba ta - este un album în exclusivitate pe versurile regretatului poet Grigore Vieru
- Liniștea patriei mele
- Evadare